# Buque escuela General Baquedano
El buque escuela General Baquedano fue un velero bergantín, el primer buque escuela de la Armada de Chile en ser construido con el fin específico de servir como nave formadora de guardiamarinas. Su nombre homenajeó al general de ejército Manuel Baquedano.

## Historia

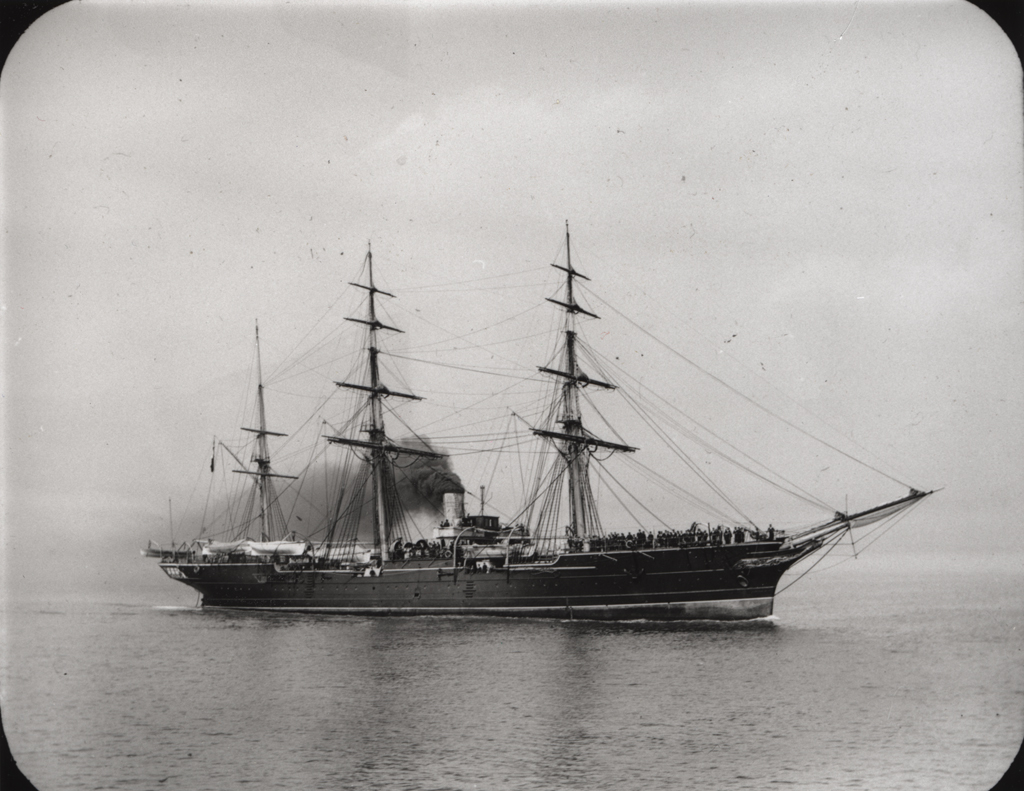
Vista de perfil del General Baquedano.

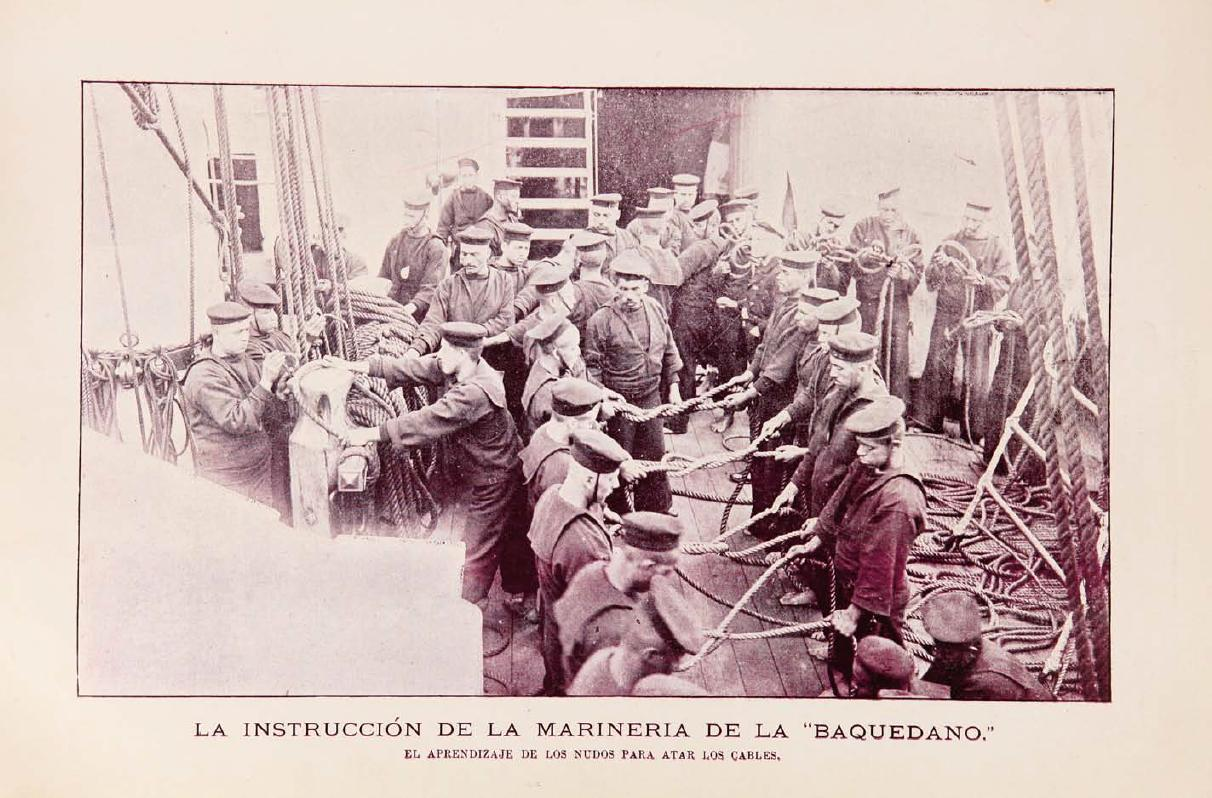
Marineros en aprendizaje.

La Armada de Chile decidió utilizar la nave para instruir a los grumetes en la formación a la vela, pues estaba aparejado como bergantín, al estilo del siglo XIX pese a estar equipado con motor.
Su quilla fue colocada en los astilleros de la firma Amstrong & Whitworth del Reino Unido y lanzado al agua el 5 de julio de 1898. A esta ceremonia asistió el encargado de negocios de Chile, Aurelio Bascuñán, y su esposa, Laura Antúnez, quien ofició de madrina del buque escuela.
Su pabellón fue izado el 22 de agosto de 1899 y dos días después inició su primer periodo de instrucción. Su primer comandante fue el capitán de fragata Ricardo Beaugency. Su primera dotación estuvo compuesta de 333 hombres. Se le apodaba cariñosamente como La Baquedano o La Chancha.
Antes del buque escuela Baquedano, sirvieron como buques de instrucción antiguas naves que carecían de las comodidades para esa tarea. Esas naves fueron las corbetas Abtao y Pilcomayo, participantes en la Guerra del Pacífico y que habían hecho esta labor desde 1892, y anteriormente las corbetas Chacabuco y O'Higgins.
En las cubiertas de «la Baquedano» se educó a cientos de marinos chilenos dejando en cada puerto que visitó un mensaje de buena voluntad y representación del pueblo chileno, tal como lo reflejara el poema: «Crucé los mares llevando en mi estela la plegaria de las madres de Chile y en mis trapos al viento el espíritu recio e indomable de mi Patria».
Su último viaje de instrucción lo realizó en 1935, cuando navegó a lo largo del litoral chileno.
Ya obsoleto, y con sus máquinas sin reparaciones viables, el navío fue convertido posteriormente en un simple pontón en Talcahuano; allí albergó la escuela de pilotines.
Sirvió durante 37 años como buque escuela de la Armada de Chile y fue posteriormente desguazada, siendo relevada de sus funciones por el buque escuela Lautaro (ex-Priwall), que sirvió desde 1941 hasta 1945, cuando resultó destruido por un trágico incendio frente a las costas peruanas. Posteriormente, y hasta la fecha, la Armada de Chile ha tenido como buque escuela a la Esmeralda.
Entre los hechos destacables de su bitácora cabe consignar que su primer comandante para el primer servicio de instrucción fue el capitán de navío Arturo Wilson Navarrete, sobreviviente de la gloriosa corbeta Esmeralda hundida en combate al mando del capitán de navío Arturo Prat.
En 1905, al mando del capitán Luis Gómez Carreño, visitó Japón en plena Guerra ruso-japonesa en un crucero alrededor del mundo. Ese mismo año tuvo el honor de ser el primer buque en rendir honores a la recién creada nación sueca.
Fue enajenado el 15 de diciembre de 1959 conforme a la ley 11542 del 5 de junio de 1954. Su casco de hierro fue adquirido por la Compañía de Acero del Pacífico (CAP).

## Literatura
El escritor chileno Francisco Coloane fue autor de una historia ambientada en la última travesía de este buque escuela, El último grumete de la Baquedano (1941), que marcó a una generación de chilenos amantes de la vida en el mar, siendo lectura obligada en los programas de educación media de los años 1960 y 1970. De este libro se adaptó un filme homónimo, El último grumete (1983).